# Caloptilia ingrata
Caloptilia ingrata là một loài bướm đêm thuộc họ Gracillariidae. Nó được tìm thấy ở Tanzania.